# Jordan Rugby Union
Jordański Związek Rugby (ang. Jordan Rugby Union) – ogólnokrajowy związek sportowy, działający na terenie Jordanii, posiadający osobowość prawną, będący jedynym prawnym reprezentantem jordańskiego rugby 15-osobowego i 7-osobowego, zarówno wśród mężczyzn, jak i kobiet we wszystkich kategoriach wiekowych w kraju i za granicą.
Usankcjonowany przez Jordański Komitet Olimpijski w roku 2007, został w 2008 roku członkiem ARFU.